# Mohabbatein
Mohabbatein (Hindi: मोहब्बतें, Urdu: محبتیں , italiano: "Storie d'amore"), è un film indiano del 2000 diretto da Aditya Chopra. Il film vede protagonisti Amitabh Bachchan e Shahrukh Khan. Il film è stato girato fra Oxford e Longleat, ed è la seconda opera registica di Aditya Chopra dopo Dilwale Dulhaniya Le Jayenge del 1995. Il film ha ottenuto ottimi riscontri sia di critica che i pubblico, diventando il secondo migliore incasso dell'anno in India e vincendo due Filmfare Awards, dati a Bachchan e Khan per i rispettivi ruoli. Il personaggio di Shah Rukh Khan nel film è ispirato a quello interpretato da Robin Williams nel film hollywoodiano L'attimo fuggente.

## Trama
Narayan è il severo preside di Gurukul, un prestigioso college per soli ragazzi, per 25 anni. Narayan crede nel tirare fuori il meglio dai suoi studenti enfatizzando l'onore, la tradizione e la disciplina. Disdegna il divertimento ed è particolarmente intollerante al romanticismo e minaccia di espellere qualsiasi studente sorpreso ad avere una relazione romantica. Nonostante queste regole, tre studenti di Gurukul, Sameer, Vicky e Karan, s'innamorano. Sameer s'innamora di Sanjana, la sua amica d'infanzia; Vicky è attratto da Ishika, una studentessa del vicino college femminile; e Karan è infatuato di Kiran, una giovane vedova che Karan vede da sola una notte in una stazione ferroviaria.
Narayan assume Raj come nuovo insegnante di musica di Gurukul. Raj crede nel potere dell'amore e decide di diffondere l'amore in Gurukul. Simpatizza per le difficoltà di Sameer, Vicky e Karan e li incoraggia a persistere e rimanere fedeli ai loro amori. Raj dice ai tre studenti che lui stesso aveva un amore speciale e che sebbene sia morta, immagina che lo accompagni ogni giorno. Un giorno, come parte del suo piano, Raj organizza una festa, alla quale invita le studentesse del college femminile. Narayan scopre il piano e minaccia di licenziare Raj. A questo punto, Raj rivela di essere stato uno studente a Gurukul oltre un decennio prima e di essersi innamorato di Megha, l'unica figlia di Narayan. Narayan aveva espulso sommariamente Raj dal college e la sconvolta Megha si era suicidata. Raj torna a Gurukul per onorare la memoria di Megha invertendo la politica di tolleranza zero del college sul romanticismo; promette che riempirà la scuola di amore e che Narayan non sarà in grado di fermarlo. Narayan è scioccato; la prende come una sfida e permette a Raj di rimanere.
Sameer, Vicky e Karan sono in grado di vincere rispettivamente su Sanjana, Ishika e Kiran, ma Narayan si vendica inasprendo le regole del college. Il corpo studentesco, tuttavia, incoraggiato da Raj, continua a sfidare le regole e Narayan, nell'ultimo sforzo per preservare l'atmosfera scolastica che ha costruito per 25 anni, espelle i tre studenti. Raj parla a loro nome, affermando che non hanno fatto nulla di male innamorandosi e accusando Narayan di aver causato la morte di sua figlia con la sua intolleranza all'amore. Raj dice anche che sente che Narayan ha perso la sfida perché sua figlia lo ha lasciato e ora anche Raj, che considerava Narayan un anziano, lo lascia. Le parole di Raj feriscono Narayan, che si rende conto che la sua rigida politica di non romanticismo è fuorviante. Narayan si scusa con il corpo studentesco, si dimette da preside di Gurukul e nomina Raj come suo successore. Raj accetta e si riconcilia con Narayan.